# Uefa Women's Nations League B 2023/2024
Uefa Women's Nations League B 2023/2024 spelades mellan 22 september och 5 december 2023.

## Nationer
- Albanien
- Belarus
- Bosnien och Hercegovina
- Finland
- Grekland
- Irland
- Kroatien
- Nordirland
- Polen
- Rumänien
- Serbien
- Slovakien
- Slovenien
- Tjeckien
- Ukraina
- Ungern

## Grupper

### Grupp 1
| Nr | Lag        | S | V | O | F | GM | IM | MS  | P  |
| -- | ---------- | - | - | - | - | -- | -- | --- | -- |
| 1  | Irland     | 6 | 6 | 0 | 0 | 20 | 2  | +18 | 18 |
| 2  | Ungern     | 6 | 2 | 2 | 2 | 11 | 9  | +2  | 8  |
| 3  | Nordirland | 6 | 2 | 1 | 3 | 9  | 13 | −4  | 7  |
| 4  | Albanien   | 6 | 0 | 1 | 5 | 2  | 18 | −16 | 1  |

|             | 22 september 2023 | Albanien              | 1 – 1           | Ungern              | Loro Boriçi Stadium                                        |                                                            |
| 17:00 UTC+2 | 17:00 UTC+2       | Qendresa Krasniqi 27′ | (1 – 0) Rapport | 74′ Evelin Fenyvesi | Shkodra Publik: 1 210 Domare: Veronika Kovarova (Tjeckien) | Shkodra Publik: 1 210 Domare: Veronika Kovarova (Tjeckien) |
| 17:00 UTC+2 | 17:00 UTC+2       |                       |                 |                     | Shkodra Publik: 1 210 Domare: Veronika Kovarova (Tjeckien) | Shkodra Publik: 1 210 Domare: Veronika Kovarova (Tjeckien) |
| 17:00 UTC+2 | 17:00 UTC+2       |                       |                 |                     | Shkodra Publik: 1 210 Domare: Veronika Kovarova (Tjeckien) | Shkodra Publik: 1 210 Domare: Veronika Kovarova (Tjeckien) |

|             | 22 september 2023 | Irland                                      | 3 – 0           | Nordirland | Aviva Stadium                                               |                                                             |
| 13:00 UTC+1 | 13:00 UTC+1       | Lucy Quinn 31′ Kyra Carusa 70′ Lily Agg 85′ | (1 – 0) Rapport |            | Dublin Publik: 35 944 Domare: Hristiyana Guteva (Bulgarien) | Dublin Publik: 35 944 Domare: Hristiyana Guteva (Bulgarien) |
| 13:00 UTC+1 | 13:00 UTC+1       |                                             |                 |            | Dublin Publik: 35 944 Domare: Hristiyana Guteva (Bulgarien) | Dublin Publik: 35 944 Domare: Hristiyana Guteva (Bulgarien) |
| 13:00 UTC+1 | 13:00 UTC+1       |                                             |                 |            | Dublin Publik: 35 944 Domare: Hristiyana Guteva (Bulgarien) | Dublin Publik: 35 944 Domare: Hristiyana Guteva (Bulgarien) |

|             | 26 september 2023 | Ungern | 0 – 4           | Irland                                                                   | Hidegkuti Nándor Stadion                                    |                                                             |
| 19:30 UTC+2 | 19:30 UTC+2       |        | (0 – 2) Rapport | 18′ Caitlin Hayes 42′ Katie McCabe 49′ Kyra Carusa 70′ Denise O'Sullivan | Budapest Publik: 1 513 Domare: Zuzana Valentová (Slovakien) | Budapest Publik: 1 513 Domare: Zuzana Valentová (Slovakien) |
| 19:30 UTC+2 | 19:30 UTC+2       |        |                 |                                                                          | Budapest Publik: 1 513 Domare: Zuzana Valentová (Slovakien) | Budapest Publik: 1 513 Domare: Zuzana Valentová (Slovakien) |
| 19:30 UTC+2 | 19:30 UTC+2       |        |                 |                                                                          | Budapest Publik: 1 513 Domare: Zuzana Valentová (Slovakien) | Budapest Publik: 1 513 Domare: Zuzana Valentová (Slovakien) |

|             | 26 september 2023 | Nordirland      | 1 – 0           | Albanien | Seaview Stadium                                         |                                                         |
| 19:00 UTC+1 | 19:00 UTC+1       | Lauren Wade 57′ | (0 – 0) Rapport |          | Belfast Publik: 1 597 Domare: Zulema González (Spanien) | Belfast Publik: 1 597 Domare: Zulema González (Spanien) |
| 19:00 UTC+1 | 19:00 UTC+1       |                 |                 |          | Belfast Publik: 1 597 Domare: Zulema González (Spanien) | Belfast Publik: 1 597 Domare: Zulema González (Spanien) |
| 19:00 UTC+1 | 19:00 UTC+1       |                 |                 |          | Belfast Publik: 1 597 Domare: Zulema González (Spanien) | Belfast Publik: 1 597 Domare: Zulema González (Spanien) |

|             | 27 oktober 2023 | Ungern                                              | 3 – 2           | Nordirland                                   | Ménfői úti Stadion                                    |                                                       |
| 18:15 UTC+2 | 18:15 UTC+2     | Viktória Szabó 18′ Dóra Süle 83′ Hanna Németh 90+4′ | (1 – 0) Rapport | 81′ Caragh Hamilton 89′ (str.) Simone Magill | Győr Publik: 332 Domare: Jurgita Mačikunytė (Litauen) | Győr Publik: 332 Domare: Jurgita Mačikunytė (Litauen) |
| 18:15 UTC+2 | 18:15 UTC+2     |                                                     |                 |                                              | Győr Publik: 332 Domare: Jurgita Mačikunytė (Litauen) | Győr Publik: 332 Domare: Jurgita Mačikunytė (Litauen) |
| 18:15 UTC+2 | 18:15 UTC+2     |                                                     |                 |                                              | Győr Publik: 332 Domare: Jurgita Mačikunytė (Litauen) | Győr Publik: 332 Domare: Jurgita Mačikunytė (Litauen) |

|             | 27 oktober 2023 | Irland                                         | 5 – 1           | Albanien     | Tallaght Stadium                                  |                                                   |
| 17:45 UTC+1 | 17:45 UTC+1     | Katie McCabe 4′, 26′, 81′ Kyra Carusa 56′, 59′ | (2 – 1) Rapport | 7′ Megi Doci | Dublin Domare: Lizzy Van Der Helm (Nederländerna) | Dublin Domare: Lizzy Van Der Helm (Nederländerna) |
| 17:45 UTC+1 | 17:45 UTC+1     |                                                |                 |              | Dublin Domare: Lizzy Van Der Helm (Nederländerna) | Dublin Domare: Lizzy Van Der Helm (Nederländerna) |
| 17:45 UTC+1 | 17:45 UTC+1     |                                                |                 |              | Dublin Domare: Lizzy Van Der Helm (Nederländerna) | Dublin Domare: Lizzy Van Der Helm (Nederländerna) |

|             | 31 oktober 2023 | Albanien | 0 – 1           | Irland                | Loro Boriçi Stadium                                       |                                                           |
| 18:00 UTC+1 | 18:00 UTC+1     |          | (0 – 0) Rapport | 88′ Denise O'Sullivan | Shkodër Publik: 120 Domare: Araksya Saribekyan (Armenien) | Shkodër Publik: 120 Domare: Araksya Saribekyan (Armenien) |
| 18:00 UTC+1 | 18:00 UTC+1     |          |                 |                       | Shkodër Publik: 120 Domare: Araksya Saribekyan (Armenien) | Shkodër Publik: 120 Domare: Araksya Saribekyan (Armenien) |
| 18:00 UTC+1 | 18:00 UTC+1     |          |                 |                       | Shkodër Publik: 120 Domare: Araksya Saribekyan (Armenien) | Shkodër Publik: 120 Domare: Araksya Saribekyan (Armenien) |

|             | 31 oktober 2023 | Nordirland           | 1 – 1           | Ungern          | Seaview                                                |                                                        |
| 19:00 UTC±0 | 19:00 UTC±0     | Danielle Maxwell 80′ | (0 – 0) Rapport | 56′ Dóra Zeller | Belfast Publik: 948 Domare: Jelena Pejković (Kroatien) | Belfast Publik: 948 Domare: Jelena Pejković (Kroatien) |
| 19:00 UTC±0 | 19:00 UTC±0     |                      |                 |                 | Belfast Publik: 948 Domare: Jelena Pejković (Kroatien) | Belfast Publik: 948 Domare: Jelena Pejković (Kroatien) |
| 19:00 UTC±0 | 19:00 UTC±0     |                      |                 |                 | Belfast Publik: 948 Domare: Jelena Pejković (Kroatien) | Belfast Publik: 948 Domare: Jelena Pejković (Kroatien) |

|             | 1 december 2023 | Albanien | 0 – 4           | Nordirland                                                 | Arena Kombëtare,                                   |                                                    |
| 17:00 UTC+1 | 17:00 UTC+1     |          | (0 – 1) Rapport | 43′, 47′ Simone Magill 58′ Danielle Maxwell 85′ Megan Bell | Tirana Publik: 600 Domare: Minka Vekkeli (Finland) | Tirana Publik: 600 Domare: Minka Vekkeli (Finland) |
| 17:00 UTC+1 | 17:00 UTC+1     |          |                 |                                                            | Tirana Publik: 600 Domare: Minka Vekkeli (Finland) | Tirana Publik: 600 Domare: Minka Vekkeli (Finland) |
| 17:00 UTC+1 | 17:00 UTC+1     |          |                 |                                                            | Tirana Publik: 600 Domare: Minka Vekkeli (Finland) | Tirana Publik: 600 Domare: Minka Vekkeli (Finland) |

|             | 1 december 2023 | Irland                       | 1 – 0           | Ungern | Tallaght Stadium                                            |                                                             |
| 19:30 UTC±0 | 19:30 UTC±0     | Henrietta Csiszár 66′ (sjm.) | (0 – 0) Rapport |        | Dublin Publik: 6 752 Domare: Shona Shukrula (Nederländerna) | Dublin Publik: 6 752 Domare: Shona Shukrula (Nederländerna) |
| 19:30 UTC±0 | 19:30 UTC±0     |                              |                 |        | Dublin Publik: 6 752 Domare: Shona Shukrula (Nederländerna) | Dublin Publik: 6 752 Domare: Shona Shukrula (Nederländerna) |
| 19:30 UTC±0 | 19:30 UTC±0     |                              |                 |        | Dublin Publik: 6 752 Domare: Shona Shukrula (Nederländerna) | Dublin Publik: 6 752 Domare: Shona Shukrula (Nederländerna) |

|             | 5 december 2023 | Ungern                                                                              | 6 – 0           | Albanien | Hidegkuti Nándor Stadion                                |                                                         |
| 19:00 UTC+1 | 19:00 UTC+1     | Henrietta Csiszár 10′, 43′, 81′ Zsanett Kaján 11′ Lilla Turányi 18′ Dóra Zeller 88′ | (4 – 0) Rapport |          | Budapest Publik: 613 Domare: Karoline Wacker (Tyskland) | Budapest Publik: 613 Domare: Karoline Wacker (Tyskland) |
| 19:00 UTC+1 | 19:00 UTC+1     |                                                                                     |                 |          | Budapest Publik: 613 Domare: Karoline Wacker (Tyskland) | Budapest Publik: 613 Domare: Karoline Wacker (Tyskland) |
| 19:00 UTC+1 | 19:00 UTC+1     |                                                                                     |                 |          | Budapest Publik: 613 Domare: Karoline Wacker (Tyskland) | Budapest Publik: 613 Domare: Karoline Wacker (Tyskland) |

|             | 5 december 2023 | Nordirland        | 1 – 6           | Irland                                                                                               | Windsor Park                                               |                                                            |
| 18:00 UTC±0 | 18:00 UTC±0     | Kerry Beattie 75′ | (0 – 2) Rapport | 37′ Lucy Quinn 39′ Heather Payne 47′ Kyra Carusa 50′ Katie McCabe 61′ Louise Quinn 86′ Caitlin Hayes | Belfast Publik: 9 038 Domare: Veronika Kovarova (Tjeckien) | Belfast Publik: 9 038 Domare: Veronika Kovarova (Tjeckien) |
| 18:00 UTC±0 | 18:00 UTC±0     |                   |                 | | Belfast Publik: 9 038 Domare: Veronika Kovarova (Tjeckien) | Belfast Publik: 9 038 Domare: Veronika Kovarova (Tjeckien) |
| 18:00 UTC±0 | 18:00 UTC±0     |                   |                 | | Belfast Publik: 9 038 Domare: Veronika Kovarova (Tjeckien) | Belfast Publik: 9 038 Domare: Veronika Kovarova (Tjeckien) |

### Grupp 2
| Nr | Lag       | S | V | O | F | GM | IM | MS  | P  |
| -- | --------- | - | - | - | - | -- | -- | --- | -- |
| 1  | Finland   | 6 | 5 | 1 | 0 | 18 | 2  | +16 | 16 |
| 2  | Kroatien  | 6 | 3 | 0 | 3 | 5  | 10 | −5  | 9  |
| 3  | Slovakien | 6 | 2 | 2 | 2 | 7  | 8  | −1  | 8  |
| 4  | Rumänien  | 6 | 0 | 1 | 5 | 1  | 11 | −10 | 1  |

|             | 22 september 2023 | Finland                                                        | 4 – 0           | Slovakien | Veritas Stadion                                       |                                                       |
| 18:30 UTC+3 | 18:30 UTC+3       | Linda Sällström 5′ Jutta Rantala 23′ Katariina Kosola 45′, 75′ | (3 – 0) Rapport |           | Åbo Publik: 5 062 Domare: Michèle Schmölzer (Schweiz) | Åbo Publik: 5 062 Domare: Michèle Schmölzer (Schweiz) |
| 18:30 UTC+3 | 18:30 UTC+3       |                                                                |                 |           | Åbo Publik: 5 062 Domare: Michèle Schmölzer (Schweiz) | Åbo Publik: 5 062 Domare: Michèle Schmölzer (Schweiz) |
| 18:30 UTC+3 | 18:30 UTC+3       |                                                                |                 |           | Åbo Publik: 5 062 Domare: Michèle Schmölzer (Schweiz) | Åbo Publik: 5 062 Domare: Michèle Schmölzer (Schweiz) |

|             | 22 september 2023 | Kroatien                             | 2 – 1           | Rumänien          | Stadion Varteks                                      |                                                      |
| 20:15 UTC+2 | 20:15 UTC+2       | Ivana Rudelić 45+1′ Petra Pezelj 54′ | (1 – 1) Rapport | 31′ Cristina Carp | Varaždin Publik: 300 Domare: Maria Marotta (Italien) | Varaždin Publik: 300 Domare: Maria Marotta (Italien) |
| 20:15 UTC+2 | 20:15 UTC+2       |                                      |                 |                   | Varaždin Publik: 300 Domare: Maria Marotta (Italien) | Varaždin Publik: 300 Domare: Maria Marotta (Italien) |
| 20:15 UTC+2 | 20:15 UTC+2       |                                      |                 |                   | Varaždin Publik: 300 Domare: Maria Marotta (Italien) | Varaždin Publik: 300 Domare: Maria Marotta (Italien) |

|             | 26 september 2023 | Rumänien | 0 – 1           | Finland                      | Stadionul Arcul de Triumf                                 |                                                           |
| 19:00 UTC+3 | 19:00 UTC+3       |          | (0 – 1) Rapport | 17′ (str.) Eveliina Summanen | Bukarest Publik: 3 176 Domare: Angelika Soeder (Tyskland) | Bukarest Publik: 3 176 Domare: Angelika Soeder (Tyskland) |
| 19:00 UTC+3 | 19:00 UTC+3       |          |                 |                              | Bukarest Publik: 3 176 Domare: Angelika Soeder (Tyskland) | Bukarest Publik: 3 176 Domare: Angelika Soeder (Tyskland) |
| 19:00 UTC+3 | 19:00 UTC+3       |          |                 |                              | Bukarest Publik: 3 176 Domare: Angelika Soeder (Tyskland) | Bukarest Publik: 3 176 Domare: Angelika Soeder (Tyskland) |

|             | 26 september 2023 | Slovakien                                           | 0 – 4           | Kroatien | NTC Senec                                              |                                                        |
| 18:00 UTC+2 | 18:00 UTC+2       | Patrícia Hmírová 24′, 60′, 73′ Tamara Morávková 34′ | (0 – 2) Rapport |          | Senec Publik: 536 Domare: Alexandra Collin (Frankrike) | Senec Publik: 536 Domare: Alexandra Collin (Frankrike) |
| 18:00 UTC+2 | 18:00 UTC+2       |                                                     |                 |          | Senec Publik: 536 Domare: Alexandra Collin (Frankrike) | Senec Publik: 536 Domare: Alexandra Collin (Frankrike) |
| 18:00 UTC+2 | 18:00 UTC+2       |                                                     |                 |          | Senec Publik: 536 Domare: Alexandra Collin (Frankrike) | Senec Publik: 536 Domare: Alexandra Collin (Frankrike) |

|             | 27 oktober 2023 | Finland                                                         | 3 – 0           | Kroatien | Bolt Arena                                                      |                                                                 |
| 18:45 UTC+3 | 18:45 UTC+3     | Linda Sällström 6′ Maria Kunštek 65′ (sjm.) Sanni Franssi 90+3′ | (1 – 0) Rapport |          | Helsingfors Publik: 7 052 Domare: Désirée Grundbacher (Schweiz) | Helsingfors Publik: 7 052 Domare: Désirée Grundbacher (Schweiz) |
| 18:45 UTC+3 | 18:45 UTC+3     |                                                                 |                 |          | Helsingfors Publik: 7 052 Domare: Désirée Grundbacher (Schweiz) | Helsingfors Publik: 7 052 Domare: Désirée Grundbacher (Schweiz) |
| 18:45 UTC+3 | 18:45 UTC+3     |                                                                 |                 |          | Helsingfors Publik: 7 052 Domare: Désirée Grundbacher (Schweiz) | Helsingfors Publik: 7 052 Domare: Désirée Grundbacher (Schweiz) |

|             | 27 oktober 2023 | Rumänien | 0 – 0   | Slovakien | Stadionul Arcul de Triumf                            |                                                      |
| 19:00 UTC+3 | 19:00 UTC+3     |          | Rapport |           | Bukarest Publik: 2 347 Domare: Eszter Urban (Ungern) | Bukarest Publik: 2 347 Domare: Eszter Urban (Ungern) |
| 19:00 UTC+3 | 19:00 UTC+3     |          |         |           | Bukarest Publik: 2 347 Domare: Eszter Urban (Ungern) | Bukarest Publik: 2 347 Domare: Eszter Urban (Ungern) |
| 19:00 UTC+3 | 19:00 UTC+3     |          |         |           | Bukarest Publik: 2 347 Domare: Eszter Urban (Ungern) | Bukarest Publik: 2 347 Domare: Eszter Urban (Ungern) |

|             | 31 oktober 2023 | Slovakien            | 1 – 0           | Rumänien | NTC Senec                                            |                                                      |
| 15:30 UTC+1 | 15:30 UTC+1     | Mária Mikolajová 64′ | (0 – 0) Rapport |          | Senec Publik: 419 Domare: Simona Ghisletta (Schweiz) | Senec Publik: 419 Domare: Simona Ghisletta (Schweiz) |
| 15:30 UTC+1 | 15:30 UTC+1     |                      |                 |          | Senec Publik: 419 Domare: Simona Ghisletta (Schweiz) | Senec Publik: 419 Domare: Simona Ghisletta (Schweiz) |
| 15:30 UTC+1 | 15:30 UTC+1     |                      |                 |          | Senec Publik: 419 Domare: Simona Ghisletta (Schweiz) | Senec Publik: 419 Domare: Simona Ghisletta (Schweiz) |

|             | 31 oktober 2023 | Kroatien | 0 – 2           | Finland                   | Stadion Šubićevac                                      |                                                        |
| 17:00 UTC+1 | 17:00 UTC+1     |          | (0 – 2) Rapport | 5′, 12′ Eveliina Summanen | Šibenik Publik: 235 Domare: Teresa Oliveira (Portugal) | Šibenik Publik: 235 Domare: Teresa Oliveira (Portugal) |
| 17:00 UTC+1 | 17:00 UTC+1     |          |                 |                           | Šibenik Publik: 235 Domare: Teresa Oliveira (Portugal) | Šibenik Publik: 235 Domare: Teresa Oliveira (Portugal) |
| 17:00 UTC+1 | 17:00 UTC+1     |          |                 |                           | Šibenik Publik: 235 Domare: Teresa Oliveira (Portugal) | Šibenik Publik: 235 Domare: Teresa Oliveira (Portugal) |

|             | 30 november 2023 | Finland                                                                                         | 6 – 0           | Rumänien | Veritas Stadion                                           |                                                           |
| 18:45 UTC+2 | 18:45 UTC+2      | Linda Sällström 30′, 41′ Ria Öling 36′ Emma Koivisto 72′ Oona Sevenius 84′ Anni Hartikainen 86′ | (3 – 0) Rapport |          | Åbo Publik: 1 342 Domare: Elvira Nurmustafina (Kazakstan) | Åbo Publik: 1 342 Domare: Elvira Nurmustafina (Kazakstan) |
| 18:45 UTC+2 | 18:45 UTC+2      |                                                                                                 |                 |          | Åbo Publik: 1 342 Domare: Elvira Nurmustafina (Kazakstan) | Åbo Publik: 1 342 Domare: Elvira Nurmustafina (Kazakstan) |
| 18:45 UTC+2 | 18:45 UTC+2      |                                                                                                 |                 |          | Åbo Publik: 1 342 Domare: Elvira Nurmustafina (Kazakstan) | Åbo Publik: 1 342 Domare: Elvira Nurmustafina (Kazakstan) |

|             | 1 december 2023 | Kroatien                                | 2 – 0           | Slovakien | Stadion Radnik                                                  |                                                                 |
| 18:00 UTC+1 | 18:00 UTC+1     | Ružica Krajinović 53′ Jelena Dordić 60′ | (0 – 0) Rapport |           | Velika Gorica Publik: 347 Domare: Hristiyana Guteva (Bulgarien) | Velika Gorica Publik: 347 Domare: Hristiyana Guteva (Bulgarien) |
| 18:00 UTC+1 | 18:00 UTC+1     |                                         |                 |           | Velika Gorica Publik: 347 Domare: Hristiyana Guteva (Bulgarien) | Velika Gorica Publik: 347 Domare: Hristiyana Guteva (Bulgarien) |
| 18:00 UTC+1 | 18:00 UTC+1     |                                         |                 |           | Velika Gorica Publik: 347 Domare: Hristiyana Guteva (Bulgarien) | Velika Gorica Publik: 347 Domare: Hristiyana Guteva (Bulgarien) |

|             | 5 december 2023 | Rumänien | 0 – 1           | Kroatien          | Stadionul Arcul de Triumf                             |                                                       |
| 20:00 UTC+2 | 20:00 UTC+2     |          | (0 – 0) Rapport | 81′ Ivana Rudelić | Bukarest Publik: 1 094 Domare: Rasa Grigonė (Litauen) | Bukarest Publik: 1 094 Domare: Rasa Grigonė (Litauen) |
| 20:00 UTC+2 | 20:00 UTC+2     |          |                 |                   | Bukarest Publik: 1 094 Domare: Rasa Grigonė (Litauen) | Bukarest Publik: 1 094 Domare: Rasa Grigonė (Litauen) |
| 20:00 UTC+2 | 20:00 UTC+2     |          |                 |                   | Bukarest Publik: 1 094 Domare: Rasa Grigonė (Litauen) | Bukarest Publik: 1 094 Domare: Rasa Grigonė (Litauen) |

|             | 5 december 2023 | Slovakien                               | 2 – 2           | Finland                                 | Anton Malatinský Stadium                             |                                                      |
| 19:00 UTC+1 | 19:00 UTC+1     | Diana Lemešová 32′ Mária Mikolajová 61′ | (1 – 1) Rapport | 2′ Elli Pikkujämsä 70′ Emma Peuhkurinen | Trnava Publik: 274 Domare: Deborah Bianchi (Italien) | Trnava Publik: 274 Domare: Deborah Bianchi (Italien) |
| 19:00 UTC+1 | 19:00 UTC+1     |                                         |                 |                                         | Trnava Publik: 274 Domare: Deborah Bianchi (Italien) | Trnava Publik: 274 Domare: Deborah Bianchi (Italien) |
| 19:00 UTC+1 | 19:00 UTC+1     |                                         |                 |                                         | Trnava Publik: 274 Domare: Deborah Bianchi (Italien) | Trnava Publik: 274 Domare: Deborah Bianchi (Italien) |

### Grupp 3
| Nr | Lag      | S | V | O | F | GM | IM | MS  | P  |
| -- | -------- | - | - | - | - | -- | -- | --- | -- |
| 1  | Polen    | 6 | 5 | 1 | 0 | 11 | 4  | +7  | 16 |
| 2  | Serbien  | 6 | 3 | 1 | 2 | 10 | 5  | +5  | 10 |
| 3  | Ukraina  | 6 | 2 | 0 | 4 | 5  | 7  | −2  | 6  |
| 4  | Grekland | 6 | 1 | 0 | 5 | 3  | 13 | −10 | 3  |

|             | 22 september 2023 | Ukraina            | 1 – 2           | Serbien                                   | Stadion Miejski im. Kazimierza Deyny                                     |                                                                          |
| 15:00 UTC+2 | 15:00 UTC+2       | Olha Ovdiychuk 20′ | (1 – 0) Rapport | 64′ Jelena Čanković 79′ Nevena Damjanović | Starogard Gdański (Polen) Publik: 173 Domare: Catarina Campos (Portugal) | Starogard Gdański (Polen) Publik: 173 Domare: Catarina Campos (Portugal) |
| 15:00 UTC+2 | 15:00 UTC+2       |                    |                 |                                           | Starogard Gdański (Polen) Publik: 173 Domare: Catarina Campos (Portugal) | Starogard Gdański (Polen) Publik: 173 Domare: Catarina Campos (Portugal) |
| 15:00 UTC+2 | 15:00 UTC+2       |                    |                 |                                           | Starogard Gdański (Polen) Publik: 173 Domare: Catarina Campos (Portugal) | Starogard Gdański (Polen) Publik: 173 Domare: Catarina Campos (Portugal) |

|             | 22 september 2023 | Grekland         | 1 – 3           | Polen                                               | Georgios Kamaras Stadium                       |                                                |
| 20:00 UTC+3 | 20:00 UTC+3       | Eleni Markou 24′ | (1 – 2) Rapport | 1′ Ewa Pajor 40′ Natalia Padilla 84′ Tanja Pawollek | Athen Publik: 262 Domare: Réka Molnar (Ungern) | Athen Publik: 262 Domare: Réka Molnar (Ungern) |
| 20:00 UTC+3 | 20:00 UTC+3       |                  |                 |                                                     | Athen Publik: 262 Domare: Réka Molnar (Ungern) | Athen Publik: 262 Domare: Réka Molnar (Ungern) |
| 20:00 UTC+3 | 20:00 UTC+3       |                  |                 |                                                     | Athen Publik: 262 Domare: Réka Molnar (Ungern) | Athen Publik: 262 Domare: Réka Molnar (Ungern) |

|             | 26 september 2023 | Polen              | 2 – 1           | Ukraina            | Stadion Miejski w Gdyni                                      |                                                              |
| 18:00 UTC+2 | 18:00 UTC+2       | Ewa Pajor 22′, 67′ | (1 – 0) Rapport | 81′ Lyubov Shmatko | Gdynia Publik: 4 962 Domare: Elvira Nurmustafina (Kazakstan) | Gdynia Publik: 4 962 Domare: Elvira Nurmustafina (Kazakstan) |
| 18:00 UTC+2 | 18:00 UTC+2       |                    |                 |                    | Gdynia Publik: 4 962 Domare: Elvira Nurmustafina (Kazakstan) | Gdynia Publik: 4 962 Domare: Elvira Nurmustafina (Kazakstan) |
| 18:00 UTC+2 | 18:00 UTC+2       |                    |                 |                    | Gdynia Publik: 4 962 Domare: Elvira Nurmustafina (Kazakstan) | Gdynia Publik: 4 962 Domare: Elvira Nurmustafina (Kazakstan) |

|             | 26 september 2023 | Serbien                                               | 4 – 0           | Grekland | Sportski centar FSS                                            |                                                                |
| 19:00 UTC+2 | 19:00 UTC+2       | Miljana Ivanović 16′, 45′ Jovana Damnjanović 32′, 53′ | (3 – 0) Rapport |          | Stara Pazova Publik: 800 Domare: Désirée Grundbacher (Schweiz) | Stara Pazova Publik: 800 Domare: Désirée Grundbacher (Schweiz) |
| 19:00 UTC+2 | 19:00 UTC+2       |                                                       |                 |          | Stara Pazova Publik: 800 Domare: Désirée Grundbacher (Schweiz) | Stara Pazova Publik: 800 Domare: Désirée Grundbacher (Schweiz) |
| 19:00 UTC+2 | 19:00 UTC+2       |                                                       |                 |          | Stara Pazova Publik: 800 Domare: Désirée Grundbacher (Schweiz) | Stara Pazova Publik: 800 Domare: Désirée Grundbacher (Schweiz) |

|             | 27 oktober 2023 | Grekland                                    | 2 – 1           | Ukraina          | Theodoros Vardinogiannis Stadium                         |                                                          |
| 17:00 UTC+3 | 17:00 UTC+3     | Eleni Markou 36′ Anastasia Spyridonidou 72′ | (1 – 1) Rapport | 3′ Yana Kalinina | Heraklion Publik: 2 500 Domare: Jana Van Laere (Belgien) | Heraklion Publik: 2 500 Domare: Jana Van Laere (Belgien) |
| 17:00 UTC+3 | 17:00 UTC+3     |                                             |                 |                  | Heraklion Publik: 2 500 Domare: Jana Van Laere (Belgien) | Heraklion Publik: 2 500 Domare: Jana Van Laere (Belgien) |
| 17:00 UTC+3 | 17:00 UTC+3     |                                             |                 |                  | Heraklion Publik: 2 500 Domare: Jana Van Laere (Belgien) | Heraklion Publik: 2 500 Domare: Jana Van Laere (Belgien) |

|             | 27 oktober 2023 | Polen                                     | 2 – 1           | Serbien                | Stadion Miejski                                          |                                                          |
| 17:45 UTC+2 | 17:45 UTC+2     | Anđela Frajtović 17′ (sjm.) Ewa Pajor 42′ | (2 – 0) Rapport | 76′ Jovana Damnjanović | Tychy Publik: 3 840 Domare: Zuzana Valentová (Slovakien) | Tychy Publik: 3 840 Domare: Zuzana Valentová (Slovakien) |
| 17:45 UTC+2 | 17:45 UTC+2     |                                           |                 |                        | Tychy Publik: 3 840 Domare: Zuzana Valentová (Slovakien) | Tychy Publik: 3 840 Domare: Zuzana Valentová (Slovakien) |
| 17:45 UTC+2 | 17:45 UTC+2     |                                           |                 |                        | Tychy Publik: 3 840 Domare: Zuzana Valentová (Slovakien) | Tychy Publik: 3 840 Domare: Zuzana Valentová (Slovakien) |

|             | 31 oktober 2023 | Ukraina                 | 1 – 0           | Grekland | Theodoros Vardinogiannis Stadium                                        |                                                                         |
| 17:00 UTC+2 | 17:00 UTC+2     | Daryna Apanaschenko 32′ | (1 – 0) Rapport |          | Heraklion (Grekland) Publik: 2 001 Domare: Veronika Kovarova (Tjeckien) | Heraklion (Grekland) Publik: 2 001 Domare: Veronika Kovarova (Tjeckien) |
| 17:00 UTC+2 | 17:00 UTC+2     |                         |                 |          | Heraklion (Grekland) Publik: 2 001 Domare: Veronika Kovarova (Tjeckien) | Heraklion (Grekland) Publik: 2 001 Domare: Veronika Kovarova (Tjeckien) |
| 17:00 UTC+2 | 17:00 UTC+2     |                         |                 |          | Heraklion (Grekland) Publik: 2 001 Domare: Veronika Kovarova (Tjeckien) | Heraklion (Grekland) Publik: 2 001 Domare: Veronika Kovarova (Tjeckien) |

|             | 31 oktober 2023 | Serbien             | 1 – 1           | Polen               | Sportski centar FSS                                        |                                                            |
| 19:00 UTC+1 | 19:00 UTC+1     | Dina Blagojević 52′ | (0 – 1) Rapport | 43′ Natalia Padilla | Stara Pazova Publik: 823 Domare: Galiya Echeva (Bulgarien) | Stara Pazova Publik: 823 Domare: Galiya Echeva (Bulgarien) |
| 19:00 UTC+1 | 19:00 UTC+1     |                     |                 |                     | Stara Pazova Publik: 823 Domare: Galiya Echeva (Bulgarien) | Stara Pazova Publik: 823 Domare: Galiya Echeva (Bulgarien) |
| 19:00 UTC+1 | 19:00 UTC+1     |                     |                 |                     | Stara Pazova Publik: 823 Domare: Galiya Echeva (Bulgarien) | Stara Pazova Publik: 823 Domare: Galiya Echeva (Bulgarien) |

|             | 1 december 2023 | Grekland | 0 – 2           | Serbien                                 | Theodoros Vardinogiannis Stadium                       |                                                        |
| 17:00 UTC+2 | 17:00 UTC+2     |          | (0 – 1) Rapport | 45′ Milica Mijatović 89′ Allegra Poljak | Heraklion Publik: 1 050 Domare: Gamze Durmuş (Turkiet) | Heraklion Publik: 1 050 Domare: Gamze Durmuş (Turkiet) |
| 17:00 UTC+2 | 17:00 UTC+2     |          |                 |                                         | Heraklion Publik: 1 050 Domare: Gamze Durmuş (Turkiet) | Heraklion Publik: 1 050 Domare: Gamze Durmuş (Turkiet) |
| 17:00 UTC+2 | 17:00 UTC+2     |          |                 |                                         | Heraklion Publik: 1 050 Domare: Gamze Durmuş (Turkiet) | Heraklion Publik: 1 050 Domare: Gamze Durmuş (Turkiet) |

|             | 1 december 2023 | Ukraina | 0 – 1           | Polen                 | Podkarpackie Centrum Piłki Nożnej                                         |                                                                           |
| 18:00 UTC+1 | 18:00 UTC+1     |         | (0 – 1) Rapport | 10′ Adriana Achcińska | Stalowa Wola (Polen) Publik: 1 944 Domare: Ana Maria Terteleac (Rumänien) | Stalowa Wola (Polen) Publik: 1 944 Domare: Ana Maria Terteleac (Rumänien) |
| 18:00 UTC+1 | 18:00 UTC+1     |         |                 |                       | Stalowa Wola (Polen) Publik: 1 944 Domare: Ana Maria Terteleac (Rumänien) | Stalowa Wola (Polen) Publik: 1 944 Domare: Ana Maria Terteleac (Rumänien) |
| 18:00 UTC+1 | 18:00 UTC+1     |         |                 |                       | Stalowa Wola (Polen) Publik: 1 944 Domare: Ana Maria Terteleac (Rumänien) | Stalowa Wola (Polen) Publik: 1 944 Domare: Ana Maria Terteleac (Rumänien) |

|             | 5 december 2023 | Polen                         | 1 – 0           | Grekland | Zagłębiowski Park Sportowy                                 |                                                            |
| 19:00 UTC+1 | 19:00 UTC+1     | Ewa Pajor 37′ Kinga Kozak 59′ | (1 – 0) Rapport |          | Sosnowiec Publik: 3 694 Domare: Jelena Pejković (Kroatien) | Sosnowiec Publik: 3 694 Domare: Jelena Pejković (Kroatien) |
| 19:00 UTC+1 | 19:00 UTC+1     |                               |                 |          | Sosnowiec Publik: 3 694 Domare: Jelena Pejković (Kroatien) | Sosnowiec Publik: 3 694 Domare: Jelena Pejković (Kroatien) |
| 19:00 UTC+1 | 19:00 UTC+1     |                               |                 |          | Sosnowiec Publik: 3 694 Domare: Jelena Pejković (Kroatien) | Sosnowiec Publik: 3 694 Domare: Jelena Pejković (Kroatien) |

|             | 5 december 2023 | Serbien | 0 – 1           | Ukraina             | Sportski centar FSS                                     |                                                         |
| 19:00 UTC+1 | 19:00 UTC+1     |         | (0 – 0) Rapport | 55′ Viktoriya Hiryn | Stara Pazova Publik: 500 Domare: Katalin Sipos (Ungern) | Stara Pazova Publik: 500 Domare: Katalin Sipos (Ungern) |
| 19:00 UTC+1 | 19:00 UTC+1     |         |                 |                     | Stara Pazova Publik: 500 Domare: Katalin Sipos (Ungern) | Stara Pazova Publik: 500 Domare: Katalin Sipos (Ungern) |
| 19:00 UTC+1 | 19:00 UTC+1     |         |                 |                     | Stara Pazova Publik: 500 Domare: Katalin Sipos (Ungern) | Stara Pazova Publik: 500 Domare: Katalin Sipos (Ungern) |

### Grupp 4
| Nr | Lag                     | S | V | O | F | GM | IM | MS | P  |
| -- | ----------------------- | - | - | - | - | -- | -- | -- | -- |
| 1  | Tjeckien                | 6 | 4 | 1 | 1 | 11 | 4  | +7 | 13 |
| 2  | Bosnien och Hercegovina | 6 | 3 | 2 | 1 | 8  | 6  | +2 | 11 |
| 3  | Slovenien               | 6 | 1 | 3 | 2 | 4  | 9  | −5 | 6  |
| 4  | Belarus                 | 6 | 0 | 2 | 4 | 3  | 7  | −4 | 2  |

|             | 22 september 2023 | Slovenien | 0 – 2           | Tjeckien                                | Matija Gubec Stadium                                 |                                                      |
| 16:00 UTC+2 | 16:00 UTC+2       |           | (0 – 1) Rapport | 38′ Aneta Pochmanová 86′ Klára Cahynová | Krško Publik: 233 Domare: Jelena Pejković (Kroatien) | Krško Publik: 233 Domare: Jelena Pejković (Kroatien) |
| 16:00 UTC+2 | 16:00 UTC+2       |           |                 |                                         | Krško Publik: 233 Domare: Jelena Pejković (Kroatien) | Krško Publik: 233 Domare: Jelena Pejković (Kroatien) |
| 16:00 UTC+2 | 16:00 UTC+2       |           |                 |                                         | Krško Publik: 233 Domare: Jelena Pejković (Kroatien) | Krško Publik: 233 Domare: Jelena Pejković (Kroatien) |

|             | 22 september 2023 | Belarus              | 1 – 2           | Bosnien och Hercegovina          | Ménfői úti Stadion                                      |                                                         |
| 21:00 UTC+2 | 21:00 UTC+2       | Anastasia Linnik 14′ | (1 – 1) Rapport | 6′ Maja Jelčić 87′ Andrea Gavrić | Győr (Ungern) Publik: 0 Domare: Abigail Byrne (England) | Győr (Ungern) Publik: 0 Domare: Abigail Byrne (England) |
| 21:00 UTC+2 | 21:00 UTC+2       |                      |                 |                                  | Győr (Ungern) Publik: 0 Domare: Abigail Byrne (England) | Győr (Ungern) Publik: 0 Domare: Abigail Byrne (England) |
| 21:00 UTC+2 | 21:00 UTC+2       |                      |                 |                                  | Győr (Ungern) Publik: 0 Domare: Abigail Byrne (England) | Győr (Ungern) Publik: 0 Domare: Abigail Byrne (England) |

|             | 26 september 2023 | Bosnien och Hercegovina | 1 – 1           | Slovenien       | FA Training Centre                                |                                                   |
| 16:00 UTC+2 | 16:00 UTC+2       | Milena Nikolić 40′      | (1 – 0) Rapport | 59′ Mateja Zver | Zenica Publik: 598 Domare: Rasa Grigonė (Litauen) | Zenica Publik: 598 Domare: Rasa Grigonė (Litauen) |
| 16:00 UTC+2 | 16:00 UTC+2       |                         |                 |                 | Zenica Publik: 598 Domare: Rasa Grigonė (Litauen) | Zenica Publik: 598 Domare: Rasa Grigonė (Litauen) |
| 16:00 UTC+2 | 16:00 UTC+2       |                         |                 |                 | Zenica Publik: 598 Domare: Rasa Grigonė (Litauen) | Zenica Publik: 598 Domare: Rasa Grigonė (Litauen) |

|             | 26 september 2023 | Tjeckien                                 | 2 – 1           | Belarus              | Gradski stadion                                                   |                                                                   |
| 17:00 UTC+2 | 17:00 UTC+2       | Kateřina Kotrčová 29′ Klára Cahynová 33′ | (2 – 0) Rapport | 55′ Viktoryia Valiuk | Velika Gorica (Kroatien) Publik: 0 Domare: Reelika Turi (Estland) | Velika Gorica (Kroatien) Publik: 0 Domare: Reelika Turi (Estland) |
| 17:00 UTC+2 | 17:00 UTC+2       |                                          |                 |                      | Velika Gorica (Kroatien) Publik: 0 Domare: Reelika Turi (Estland) | Velika Gorica (Kroatien) Publik: 0 Domare: Reelika Turi (Estland) |
| 17:00 UTC+2 | 17:00 UTC+2       |                                          |                 |                      | Velika Gorica (Kroatien) Publik: 0 Domare: Reelika Turi (Estland) | Velika Gorica (Kroatien) Publik: 0 Domare: Reelika Turi (Estland) |

|             | 27 oktober 2023 | Bosnien och Hercegovina | 1 – 0           | Tjeckien | FA Training Centre                                         |                                                            |
| 14:30 UTC+2 | 14:30 UTC+2     | Alma Krajnić 88′        | (0 – 0) Rapport |          | Zenica Publik: 230 Domare: Anastasia Mylopoulou (Grekland) | Zenica Publik: 230 Domare: Anastasia Mylopoulou (Grekland) |
| 14:30 UTC+2 | 14:30 UTC+2     |                         |                 |          | Zenica Publik: 230 Domare: Anastasia Mylopoulou (Grekland) | Zenica Publik: 230 Domare: Anastasia Mylopoulou (Grekland) |
| 14:30 UTC+2 | 14:30 UTC+2     |                         |                 |          | Zenica Publik: 230 Domare: Anastasia Mylopoulou (Grekland) | Zenica Publik: 230 Domare: Anastasia Mylopoulou (Grekland) |

|             | 27 oktober 2023 | Belarus                 | 1 – 1           | Slovenien                    | Szusza Ferenc Stadion                                               |                                                                     |
| 20:00 UTC+2 | 20:00 UTC+2     | Anastasiya Linnik 90+3′ | (0 – 1) Rapport | 16′ (sjm.) Ksenia Kubichnaya | Budapest (Ungern) Publik: 0 Domare: Elvira Nurmustafina (Kazakstan) | Budapest (Ungern) Publik: 0 Domare: Elvira Nurmustafina (Kazakstan) |
| 20:00 UTC+2 | 20:00 UTC+2     |                         |                 |                              | Budapest (Ungern) Publik: 0 Domare: Elvira Nurmustafina (Kazakstan) | Budapest (Ungern) Publik: 0 Domare: Elvira Nurmustafina (Kazakstan) |
| 20:00 UTC+2 | 20:00 UTC+2     |                         |                 |                              | Budapest (Ungern) Publik: 0 Domare: Elvira Nurmustafina (Kazakstan) | Budapest (Ungern) Publik: 0 Domare: Elvira Nurmustafina (Kazakstan) |

|             | 31 oktober 2023 | Tjeckien                            | 2 – 2           | Bosnien och Hercegovina | Malšovická aréna                                             |                                                              |
| 17:00 UTC+1 | 17:00 UTC+1     | Kamila Dubcová 31′ Franny Černá 67′ | (1 – 1) Rapport | 6′, 51′ Milena Nikolić  | Hradec Králové Publik: 7 488 Domare: Maria Marotta (Italien) | Hradec Králové Publik: 7 488 Domare: Maria Marotta (Italien) |
| 17:00 UTC+1 | 17:00 UTC+1     |                                     |                 |                         | Hradec Králové Publik: 7 488 Domare: Maria Marotta (Italien) | Hradec Králové Publik: 7 488 Domare: Maria Marotta (Italien) |
| 17:00 UTC+1 | 17:00 UTC+1     |                                     |                 |                         | Hradec Králové Publik: 7 488 Domare: Maria Marotta (Italien) | Hradec Králové Publik: 7 488 Domare: Maria Marotta (Italien) |

|             | 31 oktober 2023 | Slovenien | 0 – 0   | Belarus | Fazanerija City Stadium                                  |                                                          |
| 17:30 UTC+1 | 17:30 UTC+1     |           | Rapport |         | Murska Sobota Publik: 342 Domare: Kirsty Dowle (England) | Murska Sobota Publik: 342 Domare: Kirsty Dowle (England) |
| 17:30 UTC+1 | 17:30 UTC+1     |           |         |         | Murska Sobota Publik: 342 Domare: Kirsty Dowle (England) | Murska Sobota Publik: 342 Domare: Kirsty Dowle (England) |
| 17:30 UTC+1 | 17:30 UTC+1     |           |         |         | Murska Sobota Publik: 342 Domare: Kirsty Dowle (England) | Murska Sobota Publik: 342 Domare: Kirsty Dowle (England) |

|             | 1 december 2023 | Slovenien             | 2 – 1           | Bosnien och Hercegovina | Bonifika Stadium                                             |                                                              |
| 18:00 UTC+1 | 18:00 UTC+1     | Zala Kuštrin 74′, 77′ | (0 – 1) Rapport | 19′ Maja Jelčić         | Koper Publik: 488 Domare: Lizzy Van Der Helm (Nederländerna) | Koper Publik: 488 Domare: Lizzy Van Der Helm (Nederländerna) |
| 18:00 UTC+1 | 18:00 UTC+1     |                       |                 |                         | Koper Publik: 488 Domare: Lizzy Van Der Helm (Nederländerna) | Koper Publik: 488 Domare: Lizzy Van Der Helm (Nederländerna) |
| 18:00 UTC+1 | 18:00 UTC+1     |                       |                 |                         | Koper Publik: 488 Domare: Lizzy Van Der Helm (Nederländerna) | Koper Publik: 488 Domare: Lizzy Van Der Helm (Nederländerna) |

|             | 2 december 2023 | Belarus | 0 – 1           | Tjeckien           | Ménfői úti Stadion                                          |                                                             |
| 11:30 UTC+1 | 11:30 UTC+1     |         | (0 – 1) Rapport | 45′ Kamila Dubcová | Győr (Ungern) Publik: 0 Domare: Jelena Medjedovic (Serbien) | Győr (Ungern) Publik: 0 Domare: Jelena Medjedovic (Serbien) |
| 11:30 UTC+1 | 11:30 UTC+1     |         |                 |                    | Győr (Ungern) Publik: 0 Domare: Jelena Medjedovic (Serbien) | Győr (Ungern) Publik: 0 Domare: Jelena Medjedovic (Serbien) |
| 11:30 UTC+1 | 11:30 UTC+1     |         |                 |                    | Győr (Ungern) Publik: 0 Domare: Jelena Medjedovic (Serbien) | Győr (Ungern) Publik: 0 Domare: Jelena Medjedovic (Serbien) |

|             | 5 december 2023 | Bosnien och Hercegovina | 1 – 0           | Belarus | Bilino Polje Stadium                              |                                                   |
| 19:00 UTC+1 | 19:00 UTC+1     | Minela Gačanica 17′     | (1 – 0) Rapport |         | Zenica Publik: 423 Domare: Deborah Anex (Schweiz) | Zenica Publik: 423 Domare: Deborah Anex (Schweiz) |
| 19:00 UTC+1 | 19:00 UTC+1     |                         |                 |         | Zenica Publik: 423 Domare: Deborah Anex (Schweiz) | Zenica Publik: 423 Domare: Deborah Anex (Schweiz) |
| 19:00 UTC+1 | 19:00 UTC+1     |                         |                 |         | Zenica Publik: 423 Domare: Deborah Anex (Schweiz) | Zenica Publik: 423 Domare: Deborah Anex (Schweiz) |

|             | 5 december 2023 | Tjeckien                                                                     | 4 – 0           | Slovenien | CFIG Arena                                                |                                                           |
| 19:00 UTC+1 | 19:00 UTC+1     | Kamila Dubcová 12′ Franny Černá 30′ Andrea Stašková 59′ Michaela Khýrová 69′ | (2 – 0) Rapport |           | Pardubice Publik: 1 001 Domare: Emanuela Rusta (Albanien) | Pardubice Publik: 1 001 Domare: Emanuela Rusta (Albanien) |
| 19:00 UTC+1 | 19:00 UTC+1     |                                                                              |                 |           | Pardubice Publik: 1 001 Domare: Emanuela Rusta (Albanien) | Pardubice Publik: 1 001 Domare: Emanuela Rusta (Albanien) |
| 19:00 UTC+1 | 19:00 UTC+1     |                                                                              |                 |           | Pardubice Publik: 1 001 Domare: Emanuela Rusta (Albanien) | Pardubice Publik: 1 001 Domare: Emanuela Rusta (Albanien) |

## Ranking av grupptreor
| Nr | Lag (grupp)    | S | V | O | F | GM | IM | MS | P |
| -- | -------------- | - | - | - | - | -- | -- | -- | - |
| 1  | Slovakien (2)  | 6 | 2 | 2 | 2 | 7  | 8  | −1 | 8 |
| 2  | Nordirland (1) | 6 | 2 | 1 | 3 | 9  | 13 | −4 | 7 |
| 3  | Ukraina (3)    | 6 | 2 | 0 | 4 | 5  | 7  | −2 | 6 |
| 4  | Slovenien (4)  | 6 | 1 | 3 | 2 | 4  | 9  | −5 | 6 |

## Kval

### Uppflyttningskval
| Lag 1                   | Totalt | Lag 2   | Möte 1 | Möte 2 |
| Serbien                 | 2–3    | Island  | 1–1    | 1–2    |
| Ungern                  | 02–10  | Belgien | 1–5    | 1–5    |
| Bosnien och Hercegovina | 00–10  | Sverige | 0–5    | 0–5    |
| Kroatien                | 0–8    | Norge   | 0–3    | 0–5    |

### Nedflyttningskval
| Lag 1      | Totalt | Lag 2      | Möte 1 | Möte 2 |
| Lettland   | 0–9    | Slovakien  | 0–3    | 0–6    |
| Montenegro | 1–3    | Nordirland | 0–2    | 1–1    |
| Bulgarien  | 0–7    | Ukraina    | 0–4    | 0–3    |

## Statistik

### Slutställning
| Nr | Lag (grupp)                  | S | V | O | F | GM | IM | MS  | P  |
| -- | ---------------------------- | - | - | - | - | -- | -- | --- | -- |
| 17 | Irland (B1)                  | 6 | 6 | 0 | 0 | 20 | 2  | +18 | 18 |
| 18 | Finland (B2)                 | 6 | 5 | 1 | 0 | 18 | 2  | +16 | 16 |
| 19 | Polen (B3)                   | 6 | 5 | 1 | 0 | 11 | 4  | +7  | 16 |
| 20 | Tjeckien (B4)                | 6 | 4 | 1 | 1 | 11 | 4  | +7  | 13 |
| 21 | Bosnien och Hercegovina (B4) | 6 | 3 | 2 | 1 | 8  | 6  | +2  | 11 |
| 22 | Serbien (B3)                 | 6 | 3 | 1 | 2 | 10 | 5  | +5  | 10 |
| 23 | Kroatien (B2)                | 6 | 3 | 0 | 3 | 5  | 10 | −5  | 9  |
| 24 | Ungern (B1)                  | 6 | 2 | 2 | 2 | 11 | 9  | +2  | 8  |
| 25 | Slovakien (B2)               | 6 | 2 | 2 | 2 | 7  | 8  | −1  | 8  |
| 26 | Nordirland (B1)              | 6 | 2 | 1 | 3 | 9  | 13 | −4  | 7  |
| 27 | Ukraina (B3)                 | 6 | 2 | 0 | 4 | 5  | 7  | −2  | 6  |
| 28 | Slovenien (B4)               | 6 | 1 | 3 | 2 | 4  | 9  | −5  | 6  |
| 29 | Grekland (B3)                | 6 | 1 | 0 | 5 | 3  | 13 | −10 | 3  |
| 30 | Belarus (B4)                 | 6 | 0 | 2 | 4 | 3  | 7  | −4  | 2  |
| 31 | Rumänien (B2)                | 6 | 0 | 1 | 5 | 1  | 11 | −10 | 1  |
| 32 | Albanien (B1)                | 6 | 0 | 1 | 5 | 2  | 18 | −16 | 1  |

### Skytteligan
5 mål
| - Kyra Carusa - Katie McCabe | - Ewa Pajor |

4 mål
- Linda Sällström

3 mål
| - Milena Nikolić - Eveliina Summanen - Simone Magill - Jovana Damnjanović | - Patrícia Hmírová - Kamila Dubcová - Henrietta Csiszár |

2 mål
| - Anastasia Linnik - Maja Jelčić - Ivana Rudelić - Katariina Kosola - Eleni Markou - Caitlin Hayes - Denise O'Sullivan - Lucy Quinn | - Danielle Maxwell - Natalia Padilla - Miljana Ivanović - Mária Mikolajová - Zala Kuštrin - Klára Cahynová - Franny Černá - Dóra Zeller |

1 mål
| - Megi Doçi - Qendresa Krasniqi - Viktoryia Valiuk - Minela Gačanica - Andrea Gavrić - Alma Krajnić - Jelena Dordić - Ružica Krajinović - Petra Pezelj - Sanni Franssi - Anni Hartikainen - Emma Koivisto - Ria Öling - Emma Peuhkurinen - Elli Pikkujämsä - Jutta Rantala - Oona Sevenius - Anastasia Spyridonidou - Lily Agg - Heather Payne - Louise Quinn - Kerry Beattie - Megan Bell - Caragh Hamilton - Lauren Wade - Adriana Achcińska | - Kinga Kozak - Tanja Pawollek - Cristina Carp - Dina Blagojević - Jelena Čanković - Nevena Damjanović - Milica Mijatović - Allegra Poljak - Diana Lemešová - Tamara Morávková - Mateja Zver - Michaela Khýrová - Kateřina Kotrčová - Aneta Pochmanová - Andrea Stašková - Daryna Apanashchenko - Viktoriya Hiryn - Yana Kalinina - Olha Ovdiychuk - Lyubov Shmatko - Evelin Fenyvesi - Zsanett Kaján - Hanna Németh - Dóra Süle - Viktória Szabó - Lilla Turányi |

Självmål
| - Ksenia Kubichnaya (mot Slovenien) - Maria Kunštek (mot Finland) | - Henrietta Csiszár (mot Irland) - Anđela Frajtović (mot Polen) |